# Европейские правые
Европейские правые (ЕП) — первая фракция Европарламента, объединявшая ультраправые националистические партии. Действовала с 1984 по 1989 год, затем как Техническая группа европейских правых до 1994. Так как на выборах в том году в Европарламент не прошла одна из трёх составлявших тогда фракцию партий (немецкие «Республиканцы»), она прекратила своё существование, хотя сохранялось неформальное партнёрство праворадикальных партий ЕС. В 2007 была создана недолговечная группа Европарламента Идентичность, традиция, суверенитет, а в 2014 старые члены «Европейских правых» сделали попытку возродить крайне правую фракцию, но из-за внутренних противоречий им это удалось только в 2015 — под названием «Европа наций и свобод».
Признанным лидером фракции в Европарламенте был Жан-Мари Ле Пен. Однако ряд его громких заявлений по поводу итогов Второй мировой войны (отрицание Холокоста и преклонение перед маршалом Петэном) привели к расколу внутри блока, что окончательно оформилось в июне 2015 года переходом большей части умеренных евроскептиков во главе с Марин Ле Пен в новую парламентскую фракцию «Европа наций и свобод».
Партии:
- Национальный фронт (Франция) с 1984 по 2014
- Итальянское социальное движение с 1984 по 1994, расформировано
- Всегреческий политический союз, ЕПЕН с 1984 по 1994, расформирован
- Ольстерская юнионистская партия с 1984 по 1989 и в 2014 году
- Немецкая республиканская партия с 1989 по 1994
- Национальный фронт Бельгии с 1989 по 2004, и его преемник Фламандский интерес с 2004 по 2014
- Движение за лучшую Венгрию с 2009 по 2014
- Партия свободы (Нидерланды) с 2009 по 2014
- Свобода и Правопорядок (Польша) с 2009 по 2014
- Национал-демократическая партия Германии с 2014
- Народное общество «Золотая заря» c 2014